# Jack Allen (Fußballspieler, 1891)
Albert John „Jack“ Allen (* 16. Oktober 1891 in Moston, Manchester; † 23. Oktober 1971 in Crumpsall, Manchester) war ein englischer Fußballspieler. Der Verteidiger bestritt zwischen 1914 und 1927 176 Partien in der Football League, darunter 52 für Manchester City in der First Division.

## Karriere
Allen spielte im Raum Manchester als Amateur auf lokaler Ebene und wurde im September 1914 für den FC Glossop bei der Football League registriert. Nach einer Serie von vier Niederlagen rückte er im Dezember 1914 in die Mannschaft und gab sein Debüt in der Second Division als rechter Verteidiger bei einem 1:0-Heimerfolg gegen den FC Fulham. Allen bildete meist mit William Ward oder John Cuffe das Verteidigerpaar und behielt seinen Platz bis zum Saisonende, als Glossop mit deutlichem Abstand am Tabellenende stand. Bei der anschließenden Wiederwahl erhielt Glossop nur eine Stimme und war damit aus der Football League ausgeschieden.
Allen wechselte daraufhin im September 1915 in die First Division zu Manchester City, mit der Aussetzung des Spielbetriebs wegen des Ersten Weltkriegs, in dem Allen als Lieutenant in Italien diente, dauerte es aber noch bis April 1920, ehe er sein Pflichtspieldebüt gab. Bei City spielte er bis 1924, längere Zeit zur Stammmannschaft gehörte er in der Saison 1922/23, als er 27 Saisonspiele bestritt. Zumeist war die Position des linken Verteidigers durch Eli Fletcher besetzt, Allen kam daher auch zu insgesamt 107 Einsätzen für die Reservemannschaft in der Central League. 1921 gewann er mit dem Klub im Old Trafford durch einen 2:1-Finalerfolg über die Bolton Wanderers den Lancashire Senior Cup.
Im Juni 1924 wechselte er in die Third Division North zum FC Southport und absolvierte für den Klub 36 Partien. Nach einer Saison beim Ligakonkurrenten Crewe Alexandra (30 Einsätze), beendete er 1927 seine Karriere in der Football League nach einer weiteren Saison bei Southport. Im Anschluss spielte er noch bis 1929 für Lancaster Town in der Lancashire Combination. Nach seinem Karriereende verdiente er seinen Lebensunterhalt als Versicherungsvertreter für die Royal London Mutual Insurance Company, trat als Ansager bei Polizeishows auf und lebte für zehn Jahre in Southport, bevor er nach dem Tod seiner zweiten Ehefrau nach Manchester zurückzog.